# 瓦埠镇
瓦埠镇，是中华人民共和国安徽省六安市寿县下辖的一个乡镇级行政单位。

## 行政区划
瓦埠镇下辖以下地区：
瓦埠街道社区、铁佛村、上奠村、张冲村、瓦岗村、张嘴村和瓦埠湖开发区社区。